# اگاوام (کنتاکی)
اگاوام، کنتاکی (به انگلیسی: Agawam, Kentucky) یک منطقهٔ مسکونی در ایالات متحده آمریکا است که در کنتاکی واقع شده‌است.

## خصوصیات
اگاوام ۲۶۲٫۱۳ متر بالاتر از سطح دریا واقع شده‌است.